# Kenotaph des Gaius Caesar

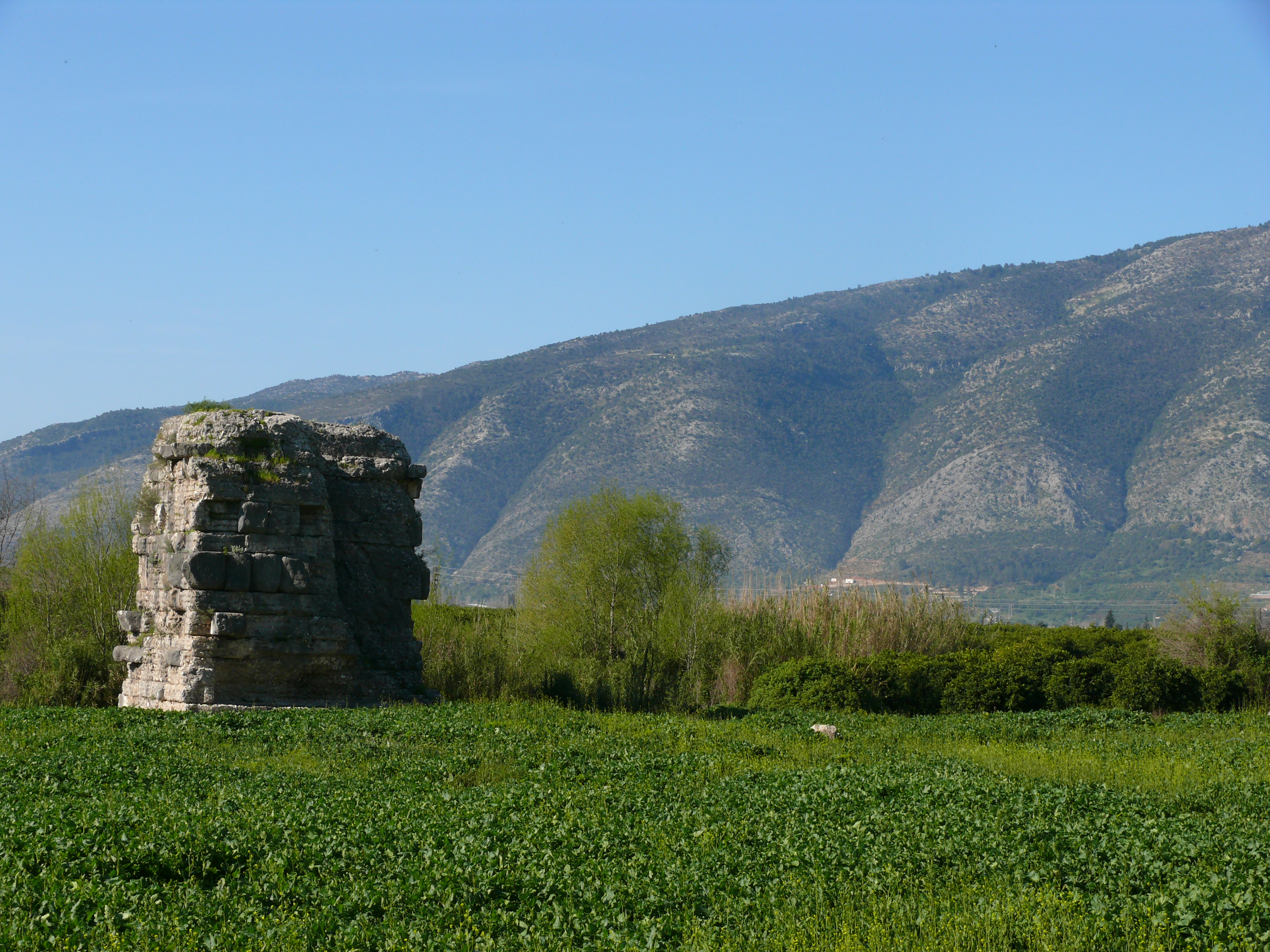
Überreste vom Kenotaph des Gaius Caesar mit Blick nach Südwesten

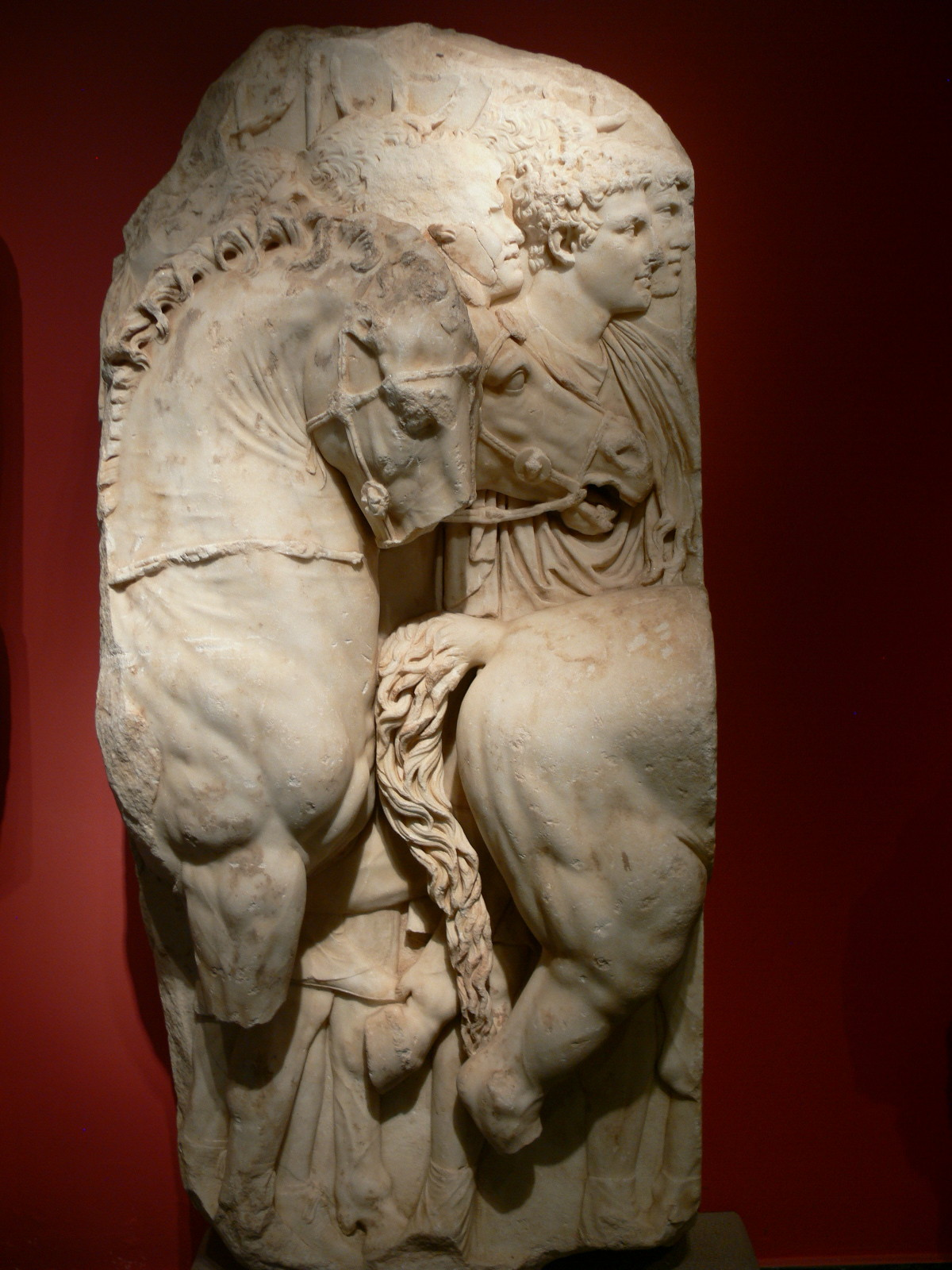
Teil des Frieses vom Kenotaph des Gaius Caesar, Archäologisches Museum Antalya, Inventarnummer 1.15.92

Das sogenannte Kenotaph des Gaius Caesar ist ein römisches Monument in Limyra im Südwesten der Türkei. Es wurde wahrscheinlich zu Ehren des Gaius Caesar, des Enkels und designierten Erben des Kaisers Augustus, errichtet und gilt als sein Kenotaph.

## Historischer Hintergrund
Gaius Caesar war der älteste Sohn des Marcus Vipsanius Agrippa und der Iulia, der Tochter des Augustus, der ihn nach Agrippas Tod adoptierte. Mit seinem jüngeren Bruder Lucius war er Anwärter auf die Nachfolge des Augustus als Princeps. Er starb am 21. Februar 4 n. Chr. im Alter von 22 Jahren in Limyra auf der Rückreise von einem Feldzug nach Armenien. Sein Leichnam wurde nach Rom überführt und im Mausoleum des Augustus bestattet.

## Erhaltungszustand
Von dem mehrgeschossigen Gebäude sind das quadratische Fundament, dessen Seitenlänge fast 17 m beträgt, und Teile des Baukerns aus Gussmauerwerk erhalten. Das äußere Mauerwerk wurde in nachantiker Zeit abgetragen. Das Gebäude wurde außerdem dadurch stark beschädigt, dass es weitgehend unter Wasser steht, da der Grundwasserspiegel der Region aufgrund der stetigen Absenkung der Küste Lykiens heute wesentlich höher ist als in der Antike. Bei den Grabungen stellte sich außerdem heraus, dass bereits Jahre zuvor Grabräuber versucht hatten, Teile des Gebäudes mit Dynamit zu sprengen, um in das Innere des Baus vorzudringen. Einige Platten des Frieses, der den unteren Teil des Kenotaphs schmückte, waren in byzantinischer Zeit in Mauern verbaut worden und konnten bei den Grabungen geborgen werden. Sie werden im Museum in Antalya aufbewahrt.

## Ausgrabungen
Die Reste des Kenotaphs wurden von 1971 bis 1973 unter der Leitung von Jürgen Borchhardt ausgegraben; für die Bauforschung war im Wesentlichen Joachim Ganzert verantwortlich. Um die Forschungen zu ermöglichen, musste ein Entwässerungskanal gebaut werden, um den Grundwasserspiegel zu senken.

## Identifizierung
Das Monument wird aufgrund von Parallelen zu Grabmonumenten wie dem Pfeilergrabmal in Thugga in Tunesien als Ehrenmonument für eine verstorbene Person eingeordnet. Dass auf dem Fries Liktoren zu sehen sind, weist auf einen hohen Würdenträger des Römischen Reiches hin. Aufgrund von stilistischen Merkmalen des Frieses wurde das Monument in die Zeit des Augustus datiert. In Kombination mit der Überlieferung des Todes Gaius Caesars in Limyra um diese Zeit folgerten die Ausgräber, dass es sich bei dem Monument um ein Kenotaph für den jung verstorbenen Prinzen handeln muss.